# Hipposideros wollastoni
Hipposideros wollastoni is een vleermuis uit het geslacht Hipposideros die voorkomt op Nieuw-Guinea. Er zijn drie populaties van deze soort bekend, die verschillende, sterk in vachtkleur en in de structuur van het neusblad verschillende, ondersoorten vertegenwoordigen: H. w. wollastoni Thomas, 1913 bij de rivier Utakwa (Indonesië), H. w. parnabyi Flannery & Colgan, 1993 in Telefomin (westelijk Papoea-Nieuw-Guinea) en H. w. fasensis Flannery & Colgan, 1993 in de North Coast Ranges van Papoea-Nieuw-Guinea. Deze soort behoort tot de H. cyclops-groep binnen Hipposideros.
H. wollastoni is een grote soort met een lange vacht en lange, smalle oren. Aan de achterkant van het neusblad zit een tweede blad, een uniek kenmerk binnen het geslacht. Net als bij verwante soorten zijn er aan de zijkanten van het neusblad twee kleinere bladeren aanwezig. De kop-romplengte bedraagt 40,4 tot 48,9 mm, de staartlengte 23,3 tot 30,7 mm, de achtervoetlengte 7 tot 8,1 mm, de voorarmlengte 43 tot 45,3 mm, de oorlengte 14,3 tot 16,5 mm en het gewicht 5 tot 8 g.